# Jaroslav Břicháček
Jaroslav Břicháček (24. února 1894 Lomnice nad Popelkou – ?) byl český a československý politik, poválečný poslanec Prozatímního Národního shromáždění za Československou stranu národně socialistickou.

## Biografie
V rodné Lomnici nad Popelkou se vyučil cukrářem a již od raného mládí se politicky angažoval, neboť ve 14 letech vstoupil do národně socialistické mládeže. Během první světové války byl dvakrát těžce raněn. Na italské frontě byl zajat a posléze se přidal k československým legiím. Jako voják se po návratu do Československa zúčastnil obsazení Těšínska a jižního Slovenska. Usadil se ve Fryštátě, kde vedl v letech 1920–1930 vlastní cukrářství. Byl významným regionálním členem národních socialistů, angažoval se také v Sokole, v Matici opavské a dalších organizacích, byl přísedícím slezské zemské komise v Brně. Po připojení Těšínska k Polsku v říjnu 1938 se přestěhoval do Zlína, kde během druhé světové války pracoval jako inspektor pojišťovny a zároveň se podílel na odbojové činnosti.
Po skončení války v roce 1945 se stal členem zlínského národního výboru a na podzim 1945 byl jeho místopředsedou.  V říjnu 1945 byl ze třetího místa kandidátky národních socialistů zvolen do Prozatímního Národního shromáždění. Poslancem byl do konce funkčního období, do parlamentních voleb v květnu 1946.
V roce 1969 obdržel při příležitosti 75. narozenin za své dlouholeté veřejné působení v Havířově od představitelů města státní vyznamenání Za výstavbu. V té době byl Břicháček předsedou okresního výboru strany českých socialistů, místopředsedou místního výboru Národní fronty a předsedou místní organizace Svazu protifašistických bojovníků.

## Osobní život
Dne 2. června 1921 se v Orlové oženil s Emilií Urbanovou, se kterou se ovšem záhy rozvedl.